# Тонто (племя)
Тонто, тонто-апачи (англ. Tonto Apache) — одно из племён западных апачей, первоначально жили в районе реки Верде в центральной части современного штата Аризона. Сами тонто выделяли себя в отдельную группу и встречались с другими апачами только для проведения обрядов или других совместных действий.

## Название
Термин тонто  на испанском языке  означает  «глупый или бестолковый», испанцы называли так местных жителей центральной Аризоны. Сами тонто называли себя дилже, также, как и сан-карлос-апачи. Западные группы апачей из резервации Сан-Карлос используют это слово как для обозначения сан-карлос-апачей, так и тонто-апачей. Уайт-маунтин-апачи, из резервации Форт-Апачи, используют термин дилже для обозначения апачей, живущих южнее и западнее их — сан-карлос и тонто.

## Язык
Тонто говорят на диалектах западно-апачского языка, относящегося к южноатабаскской группе — северном тонто и южном тонто. На диалекты тонто оказал сильное влияние язык явапай, так как оба племени часто жили смешанными группами. Ныне многие тонто-апачи ещё говорят на родном языке, несмотря на широкое распространение английского.

## Социальная организация
Как и другие западные группы апачей, тонто не были организованы централизованно. Самой маленькой социальной единицей была матрилокальная и матрилинейная семья. Некоторые родственные семьи жили вместе как большая семья. Несколько больших семей формировали местные группы, которые претендовали на определённые районы охоты и собирательства. Высшей организационной единицей была группа или бэнд, которая обычно состояла из нескольких небольших местных подгрупп. Она была организована в основном в военных целях и для общей защиты. Тонто были разделены на группы.
Северные тонто обитали в верховьях реки Рио-Верде и на южных склонах гор Сан-Франциско.
- Болд-маунтин (Dasziné Dasdaayé Indee) или группа горы Болд —  жили в основном вокруг горы Болд или пика Скво, на западной стороне долины реки Верде, к юго-западу от Кэмп-Верде, вместе с випукепайя-явапаями. Они жили исключительно охотой и сбором растительной пищи.
- Оук-крик (Tsé Hichii Indee) — обитали недалеко от современной Седоны, вдоль Оук-Крик, Драй-Бивер-Крик, Уэт-Бивер-Крик и далее на юг к западному берегу реки Верде, вместе с випукепайя-явапаями.
- Фоссил-крик (Tú Dotłʼizh Indee) — охотились и занимались собирательством к западу от реки Верде, вдоль Фоссил-Крик и Клир-Крик вместе с группой северо-восточных явапаев маткитвавипа.
- Мормон-лейк (Dotłʼizhi HaʼitʼIndee) — жили вблизи озера Мормон, от каньона Андерсон на юге до южного подножия гор Сан-Франциско на севере. Единственная группа северных тонто полностью состоящая из апачей.

Южные тонто кочевали в Бассейне Тонто, между Сьерра-Анча и горами Масатсал, к северу от современного водохранилища Теодор-Рузвельт. Делились на группу масатсал и шесть безымянных бэндов. Образовывали смешанные группы вместе с южными явапаями.

## Современные резервации
Современные тонто проживают в нескольких индейских резервациях штата Аризона.
Северные тонто:
- Явапай-Апачи[2], образована в 1909 году; 7,44 км²; 1 207 человек (2019 г.)[3].
- Явапай-Прескотт[2], создана в 1935 году; 5,7 км²; 235 человек (2019 г.)[4].

Южные тонто:
- Тонто[2], вновь образована в 1972 году; 1,5 км²; 141 человек (2019 г.)[5].
- Форт-Макдауэлл[2], создана в 1903 году; 100,84 км²; 1 053 человека (2019 г.)[6].

Кроме того, потомки обеих групп тонто есть в резервациях Форт-Апачи и Сан-Карлос.